# Le Geste
Pour plus de détails, voir Fiche technique et Distribution.
Le Geste est un film muet français réalisé par Georges Denola, sorti en 1917.
Il s'agit de l'adaptation du roman éponyme de Maurice Montégut, roman de mœurs publié par Paul Ollendorff Éditeur, en 1896.

## Fiche technique
- Titre : Le Geste
- Réalisation : Georges Denola
- Scénario : Georges Denola d'après le roman de Maurice Montégut
- Photographie :
- Montage :
- Société de production : Société cinématographique des auteurs et gens de lettres (S.C.A.G.L.)
- Société de distribution : Pathé frères
- Pays de production :  France
- Langue : français
- Métrage : 1 305 mètres
- Format : Noir et blanc — 35 mm — 1,33:1 — Muet
- Genre : Film dramatique
- Durée : 43 minutes 30
- Date de sortie : 
  - France : 2 février 1917

## Distribution
- Henri Bosc : Gabriel Morsalines
- Véra Sergine : Raymonde Chantrier
- Jean Ayme : le docteur Deschellerin
- Suzy Depsy : Madame Morsalines
- Jacques Volnys